# Слоистые двойные гидроксиды
Слоистые двойные гидроксиды сокр., СДГ (англ. layered double hydroxides, сокр., LDH) — класс неорганических соединений, состоящих из положительно заряженных слоёв, образованных ионами разновалентных металлов и гидроксид-ионами, разделенных подвижными анионами и молекулами воды в межслоевом пространстве.

## Описание

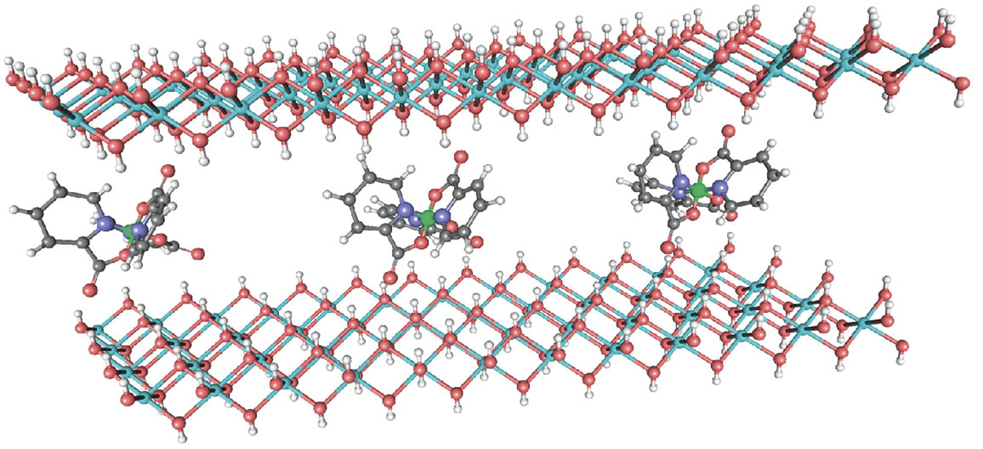
Структурная модель слоистого двойного гидроксида. Оксидный слой — [Mg_{3}Al(OH)_{8}]+, в межслоевом пространстве находится комплекс Eu(C_{5}H_{4}NCOO)_{3}; анионы OH^{–}, а также присутствующая в межслоевом пространстве вода, на рис. не показана.

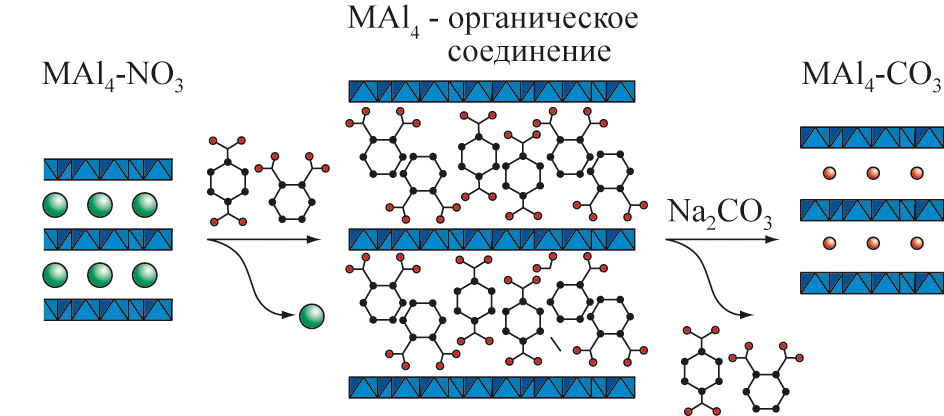
Схема разделения изомеров с использованием их селективной сорбции слоистыми двойными гидроксидами.

Состав наиболее распространенных СДГ обычно выражают общей формулой
[M2+1-xM3+x(OH)2]q+(An-)q/nyH2O
где z=2; M2+=Ca2+, Mg2+, Mn2+, Fe2+, Co2+, Ni2+, Cu2+
или Zn2+,
а Al3+, Fe3+, q=x;
при Z=1; M+=Li+ и M3+=Al3+, q=2x-1.
Количество гидроксидов фиксировано и определяется катионным составом СДГ, в то время как анионы в межслоевом пространстве могут сравнительно легко замещаться. Варьируя состав катионного слоя, можно менять его заряд и, соответственно, расстояние между слоями и количество анионов в межслоевом пространстве. Введение в межслоевое пространство биполярных анионов (например, поверхностно-активных веществ) позволяет при изменении полярности среды расщеплять частицы СДГ на отдельные фрагменты, вплоть до единичных слоев. Данный процесс является обратимым, однако дальний порядок в подобной структуре полностью восстановить невозможно. Слоистые двойные гидроксиды представляют значительный интерес с точки зрения нанотехнологических применений. Они могут быть использованы как двумерные нанореакторы, как двумерные модельные системы для изучения процессов переноса энергии, как системы контролируемого высвобождения лекарственных средств и т. д.

## Кристаллографическое описание
Обычно СДГ описываются пространственной группой R-3m. Слои СДГ могут упаковываться различными путями (политипами), наиболее встречаемыми полтипами являются трехслойные политипы 3R1 и 3R2. Первый обозначает призматическое расположение октаэдрических слоев друг относительно друга, второй - октаэдрическое. 